# Zhengji (köpinghuvudort i Kina, Hubei Sheng, lat 31,65, long 112,30)
Zhengji (kinesiska: 郑集镇) är en köpinghuvudort i Kina. Den ligger i provinsen Hubei, i den centrala delen av landet, omkring 220 kilometer nordväst om provinshuvudstaden Wuhan. Antalet invånare är 69 169. Befolkningen består av 34 372 kvinnor och 34 797 män. Barn under 15 år utgör 13,0 %, vuxna 15-64 år 75 %, och äldre över 65 år 10,0 %.
Runt Zhengji är det ganska tätbefolkat, med 230 invånare per kvadratkilometer. Zhengji är det största samhället i trakten. Trakten runt Zhengji består till största delen av jordbruksmark.
Genomsnittlig årsnederbörd är 1 060 millimeter. Den regnigaste månaden är augusti, med i genomsnitt 176 mm nederbörd, och den torraste är december, med 19 mm nederbörd.